# Martin Hermannsson
Martin Hermannsson (Reykjavík, 16 settembre 1994) è un cestista islandese.

## Carriera
Con l'Islanda ha disputato due edizioni dei Campionati europei (2015, 2017).

## Statistiche

### College
| Anno      | Squadra    | PG | PT | MP   | TC%  | 3P%  | TL%  | RP  | AP  | PRP | SP  | PP   |
| --------- | ---------- | -- | -- | ---- | ---- | ---- | ---- | --- | --- | --- | --- | ---- |
| 2014-2015 | LIU Sharks | 30 | 30 | 31,2 | 39,1 | 27,5 | 86,4 | 3,8 | 3,3 | 0,9 | 0,2 | 10,1 |
| 2015-2016 | LIU Sharks | 31 | 31 | 36,3 | 45,8 | 36,0 | 88,2 | 4,3 | 4,7 | 1,8 | 0,3 | 16,2 |
| Carriera  | Carriera   | 61 | 61 | 33,8 | 43,1 | 32,2 | 87,5 | 4,1 | 4,0 | 1,3 | 0,2 | 13,2 |

### Eurolega
| Anno      | Squadra      | PG | PT | MP   | TC%  | 3P%  | TL%  | RP  | AP  | PRP | SP  | PP   |
| --------- | ------------ | -- | -- | ---- | ---- | ---- | ---- | --- | --- | --- | --- | ---- |
| 2019-2020 | Alba Berlino | 27 | 20 | 25,8 | 41,0 | 33,7 | 86,0 | 1,6 | 4,8 | 0,5 | 0,0 | 10,9 |
| 2020-2021 | Valencia     | 29 | 0  | 17,7 | 43,5 | 38,3 | 87,0 | 1,5 | 3,4 | 0,5 | 0,0 | 6,9  |
| 2022-2023 | Valencia     | 4  | 0  | 6,9  | 42,9 | 25,0 | -    | 0,0 | 1,2 | 0,5 | 0,2 | 1,8  |
| 2023-2024 | Valencia     | 4  | 0  | 10,1 | 55,6 | 0,0  | 100  | 0,8 | 1,8 | 0,0 | 0,0 | 3,0  |
| 2023-2024 | Alba Berlino | 12 | 10 | 20,4 | 40,3 | 34,8 | 100  | 1,5 | 4,2 | 0,8 | 0,2 | 7,2  |
| Carriera  | Carriera     | 76 | 30 | 20,0 | 41,9 | 34,4 | 88,5 | 1,4 | 3,8 | 0,5 | 0,1 | 7,9  |

## Palmarès

### Squadra
- Campionato islandese: 2

KR Reykjavik: 2010-11, 2013-14
- Campionato tedesco: 1

Alba Berlino: 2019-20
- Coppa di Germania: 1

Alba Berlino: 2019-20
- Coppa d'Islanda: 1

KR Reykjavik: 2011

### Individuale
- Giocatore islandese dell'anno: 4

2015-16, 2016-17, 2017-18, 2018-19
- MVP campionato islandese: 1

2013-14
- MVP playoff campionato islandese: 1

2013-14
- Miglior giovane campionato islandese: 1

2013-14
- MVP Coppa di Germania: 1

Alba Berlino: 2019-20